# Hornera caespitosa
Hornera caespitosa är en mossdjursart som beskrevs av Busk 1875. Hornera caespitosa ingår i släktet Hornera och familjen Horneridae. Inga underarter finns listade i Catalogue of Life.